# Lista dos pontos mais altos das províncias e dos territórios do Canadá

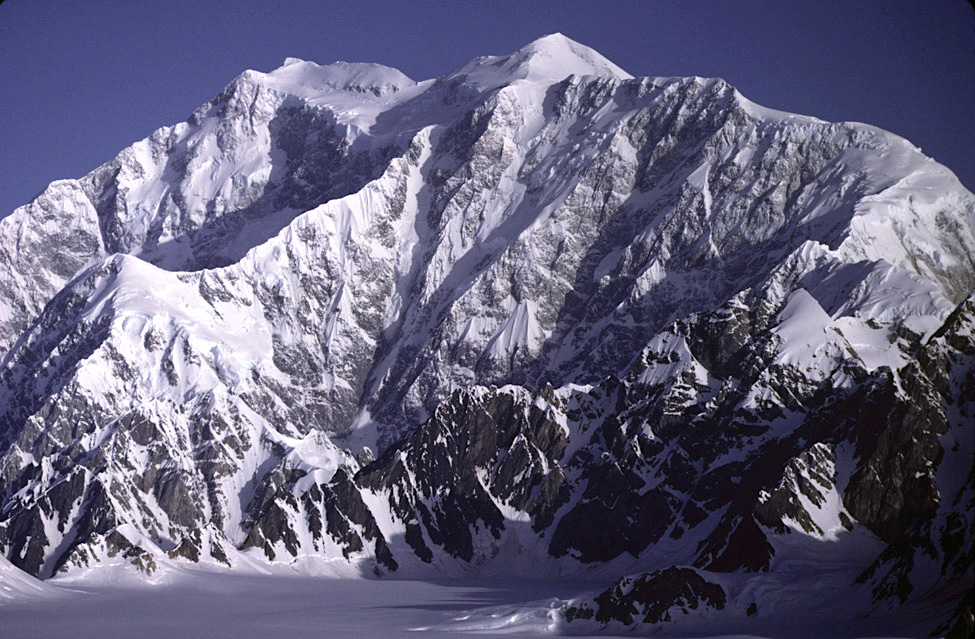
Maciço Logan

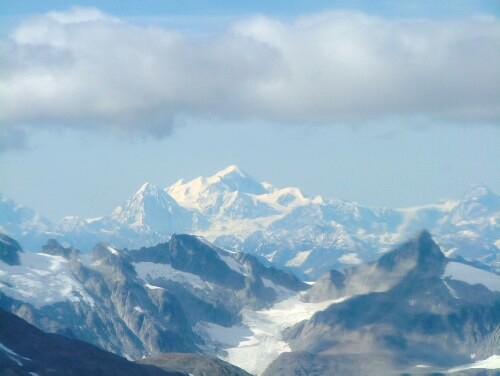
Monte Fairweather

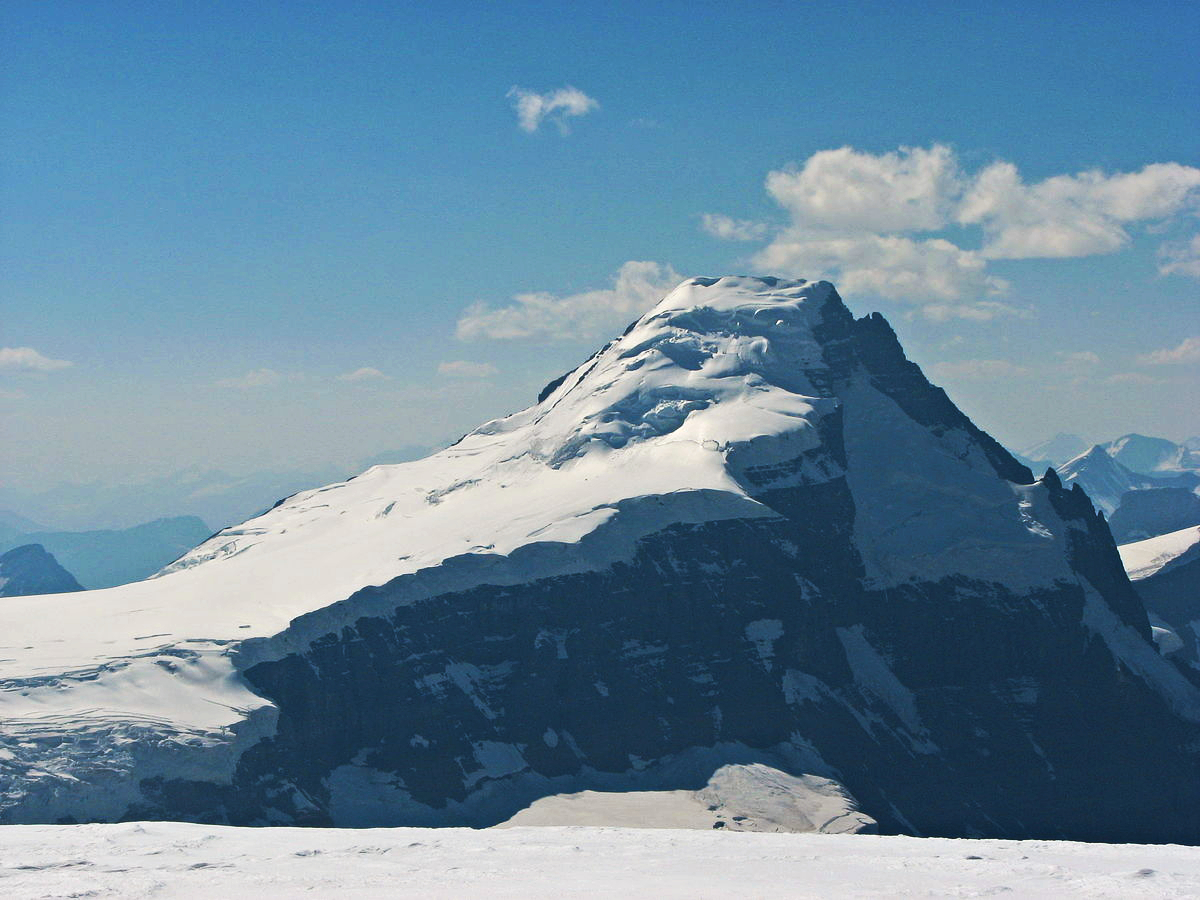
Monte Columbia

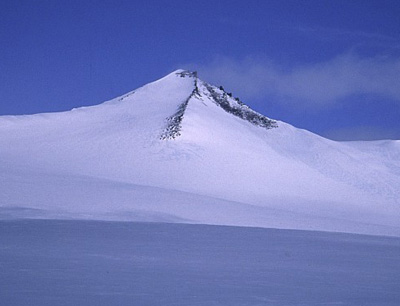
Pico Barbeau

Esta é uma lista dos pontos mais altos das províncias e dos territórios do Canadá, por altitude.
| Província ou território  | Pico              | Cordilheira ou região            | Altitude (m) | <meta />Altitude (ft) | Coordenadas                   |
| ------------------------ | ----------------- | -------------------------------- | ------------ | --------------------- | ----------------------------- |
| Yukon                    | Maciço Logan      | Montanhas de St. Elias           | 5956         | 19.541                | 60° 34′ 02″ N, 140° 24′ 10″ O |
| Colúmbia Britânica       | Monte Fairweather | Montanhas de St. Elias           | 4663         | 15.299                | 58° 54′ 26″ N, 137° 31′ 36″ O |
| Alberta                  | Monte Columbia    | Montanhas Rochosas               | 3747         | 12.293                | 52° 08′ 50″ N, 117° 26′ 10″ O |
| Territórios do Noroeste  | Monte Nirvana     | Backbone Ranges                  | 2773         | 9098                  | 61° 52′ 30″ N, 127° 40′ 59″ O |
| Nunavut                  | Pico Barbeau      | Cordilheira do Império Britânico | 2616         | 8583                  | 81° 54′ 30″ N, 75° 01′ 30″ O  |
| Terra Nova e Labrador    | Monte Caubvick    | Montes Torngat                   | 1652         | 5420                  | 58° 53′ N, 63° 43′ O          |
| Quebec                   | Mont D'Iberville  | Montes Torngat                   | 1651         | 5417                  | 58° 53′ N, 63° 43′ O          |
| Saskatchewan             | Ponto sem nome    | Montanhas Cypress                | 1392         | 4567                  | 49° 33′ N, 109° 59′ O         |
| Manitoba                 | Montanha Baldy    | Duck Mountains                   | 832          | 2730                  | 51° 28′ N, 100° 43′ O         |
| Novo Brunswick           | Monte Carleton    | Apalaches                        | 817          | 2680                  | 47° 23′ N, 66° 53′ O          |
| Ontário                  | Ishpatina Ridge   | Temagami                         | 693          | 2274                  | 47° 19′ N, 80° 45′ O          |
| Nova Escócia             | Colina White      | Cape Breton Highlands            | 535          | 1755                  | 46° 42′ N, 60° 36′ O          |
| Ilha do Príncipe Eduardo | Glen Valley       | Queens                           | 142          | 466                   | 46° 20′ N, 63° 25′ O          |

## Pontos mais baixos
Apesar de não existir nenhuma área de terra do Canadá que esteja abaixo do nível do mar, os pontos mais baixos do Canadá estão ao longo de sua costa marítima, e todas as províncias e territórios exceto Alberta e Saskatchewan têm uma costa marítima. A costa do Lago Athabasca, que se estende por Alberta e Saskatchewan, é o ponto seco mais baixo de Saskatchewan estando a 213 m acima do nível do mar. O Rio dos escravos (que drena o Lago Athabasca) flui do Nordeste de Alberta até os Territórios do Noroeste e é o ponto mais baixo de Alberta e dos Territórios do Noroeste a 152 m acima do nível do mar. No entanto, o Túnel False Creek, que faz parte do sistema de trânsito dos trens em Vancouver, a 29 metros abaixo do nível do mar, é o ponto mais acessível ao público no Canadá.